# Paw Peters
Paw Peters (født 1. juli 1976 i Fredericia) er en dansk håndboldspiller, der spiller som venstre back hos Fredericia HK i Håndboldligaen. Han har spillet for klubben i hele sin karriere.
Han er desuden uddannet politimand.